# Gaimardia amblyphylla
Gaimardia amblyphylla es una especie de arbusto perteneciente a la familia Centrolepidaceae. Se encuentra en  Tasmania.

## Descripción
Es una hierba perennifolia con las hojas ligeramente redondeadas o cuadradas, formando pequeños grupos en forma de abanico desde la base de la planta. Las flores en espigas en el final de los tallos de floración, que son ligeramente más largos que las hojas. La fruta es una cápsula.

## Hábitat
Se encuentra en las zonas pantanosas arenosas en el suroeste, a menudo en los brezales.

## Taxonomía
Gaimardia amblyphylla fue descrita por Winifred Mary Curtis y publicado en Brunonia 7: 299 1985.